# HTBLuVA Salzburg
Die HTBLuVA Salzburg ist eine Höhere Technische Bundeslehr- und Versuchsanstalt in Salzburg. Sie ist die größte Schule Westösterreichs. Die HTL Salzburg hat aktuell ca. 2300 Schüler sowie ca. 280 Lehrer bzw. Bedienstete. Die Schule wurde 1876 im Gebäude der alten Gewerbeschule Salzburg gegründet. Gründungsdirektor war der bekannte Wiener Architekt Camillo Sitte. Durch den starken Zuwachs an Schülern erfolgte 1985 die Übersiedlung der Lehranstalt in einen Neubau im Salzburger Stadtteil Itzling. Dieser wurde am 11. Oktober 2012 durch eine Aufstockung des Direktionstrakts erweitert.

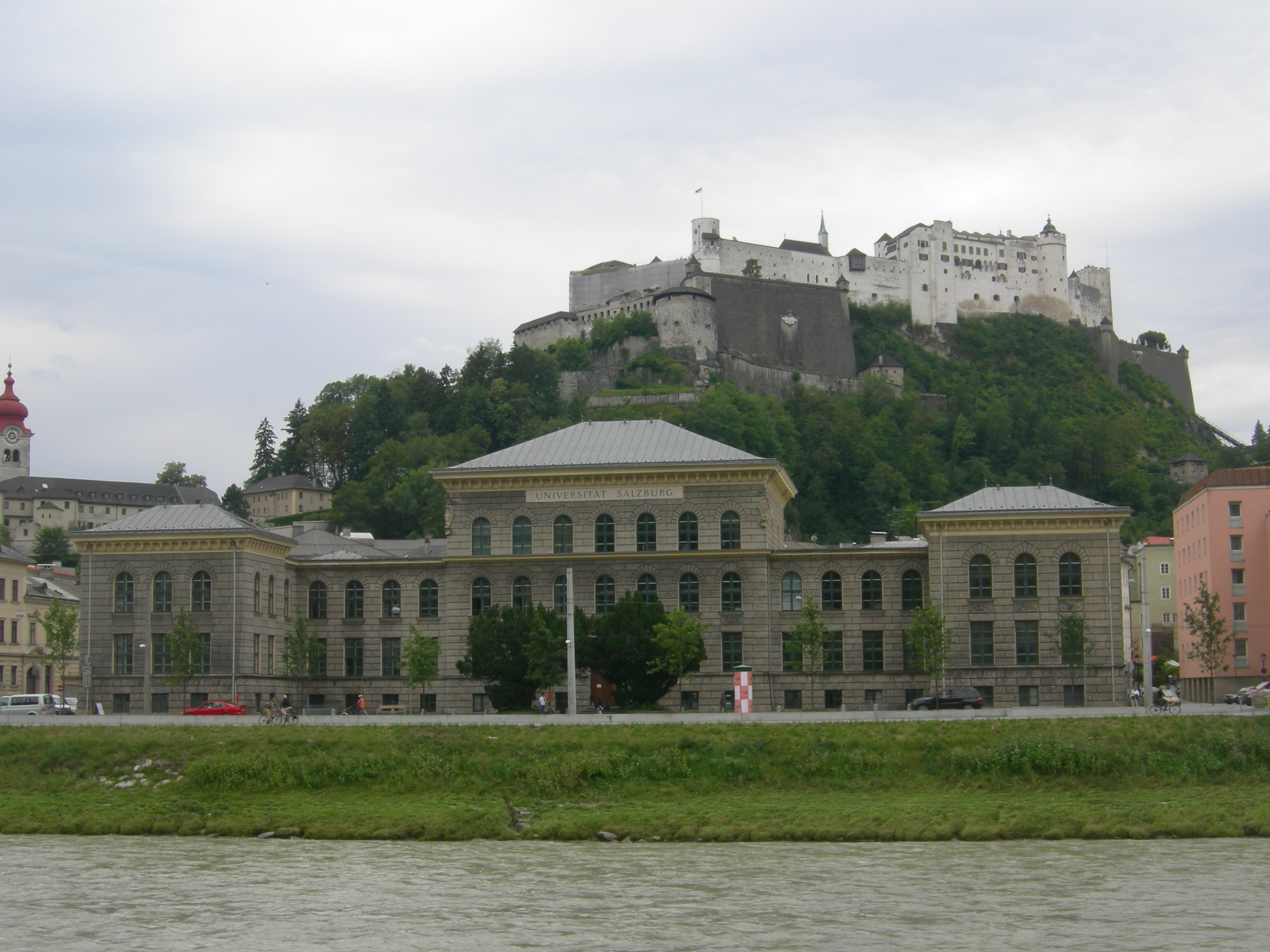
Ehemalige k.k. Staatsgewerbeschule am Rudolfskai 42, heute Universität Salzburg

## Abteilungen
Die Unterpunkte geben die jeweiligen Ausbildungsrichtungen der Abteilungen an.
- Elektronik & Technische Informatik
  - Smart Devices & Digital Communication
  - Coding & Software Design
- Biomedizin- & Gesundheitstechnik
- Elektrotechnik
  - Autonome Robotik
  - E-Mobilität
- Informationstechnologie
- Grafik & Medien
  - Grafik- & Kommunikationsdesign
  - Medien, Ausbildungsschwerpunkt Multimedia-Interaktionsdesign
- Bautechnik
  - Hochbau
  - Tiefbau
- Maschinenbau
  - Anlagen- & Kunststofftechnik
  - Robotik & Smart Engineering
  - Energie- & Umwelttechnik
- Abend-HTL für Berufstätige
  - Elektrotechnik
  - Maschinenbau
  - Bautechnik-Hochbau
  - Informatik

(Quelle:)

## Leitung
- 1875–1883 Camillo Sitte
- 1883–1895 Konrad Lueff
- 1895–1904 Vitus Berger
- 1904–1909 Karl Romstorfer
- 1909–1920 Wilhelm Dwořak
- 1921–1925 Josef Schubauer
- 1925–1934 Johann Lugert
- 1934–1935 Leonhard Stöllinger (provisorisch)
- 1935–1938 Johann Böhm
- 1938–1945 Walter Hummel
- 1945–1948 Paul Schroth (provisorisch)
- 1948–1949 Johann Böhm (erneut)
- 1950–1959 Hermann Rehrl senior
- 1960–1960 Alfred Richter (provisorisch)
- 1961–1970 Anton Frisch
- 1970–1970 Michael Passer (provisorisch)
- 1971–1974 Hermann Baudisch
- 1974–1974 Hermann Kahr (provisorisch)
- 1974–1990 Hermann Rehrl junior
- 1990–1998 Gerold Kerer
- 1998–1999 Helmut Walters (provisorisch)
- 1999–2005 Christine Hohenberg
- 2005–2014 Herbert Kittl
- 2014–2019 Andreas Magauer
- seit 2019 Franz Landertshamer

## Lehrpersonen
- Angela Lindner (* 1966), Politikerin

## Bekannte Schüler
- Jakob Adlhart (1936–2021), Architekt
- Carl Demel (1858–1915), Architekt
- Richard Gach (1930–1991), Architekt
- Wilhelm Holzbauer (1930–2019), Architekt
- Friedrich Kurrent (1931–2022), Architekt
- Reinhard Schwabenitzky (1947–2022), Regisseur, Produzent und Drehbuchautor